# Jan Remans
Jan Remans, né le 1er janvier 1940 est un homme politique belge flamand, membre de VLD.
Il est docteur en médecine, chirurgie et accouchements (KUL); 
docteur en médecine tropicale (université Lovanium - Kinshasa - Zaïre); 
licencié en éducation physique (KUL); 
docteur en médecine (Rijksuniversiteit Leiden - Pays-Bas); 
médecin spécialiste agréé en médecine sportive; 
rhumatologue.
Depuis 1987, il est administrateur délégué du Medisch Centrum Genk; 
depuis 1988, il est médecin-spécialiste en rééducation dans le domaine de la réinsertion sociale des moins-valides auprès du ministère de la Santé publique, membre de la Chambre belge des Experts chargés de Missions judiciaires et arbitrales et depuis 1989, médecin-spécialiste en rhumatologie à l’Office médico-légal. De 1995 à 1999, il fut membre du conseil d’administration du Limburgs Universitair Centrum (LUC).

## Fonctions politiques
- 1994-1999 : conseiller provincial du Limbourg
- Depuis 1995 : membre du Conseil Euregio Meuse-Rhin
- 1999-2003 : sénateur coopté